# Tour de Corse
Tour de Corse är en fransk rallytävling i Rally-VM med bas i Bastia på ön Korsika.
Tour de Corse kördes första gången 1956. Mellan 1973 och 2008 och sedan 2015 ingår tävlingen i Rally-VM. Mellan 2011 och 2014 ersattes tävlingen av Rallye de France Alsace i WRC. Istället ingick tävlingen under dessa år i Intercontinental Rally Challenge.
Henri Toivonen och hans codriver Sergio Cresta omkom i en olycka under 1986 års upplaga.

## Vinnare av Tour de Corse
| År         | Vinnare                                    | Bil                        |                |
| ---------- | ------------------------------------------ | -------------------------- | -------------- |
| 2019       | Thierry Neuville Nicolas Gilsoul           | Hyundai i20 WRC            |                |
| 2018       | Sébastien Ogier Julien Ingrassia           | Ford Fiesta WRC            |                |
| 2017       | Thierry Neuville Nicolas Gilsoul           | Hyundai i20 WRC            |                |
| 2016       | Sébastien Ogier Julien Ingrassia           | Volkswagen Polo R WRC      |                |
| 2015       | Jari-Matti Latvala Miikka Anttila          | Volkswagen Polo R WRC      |                |
| 2009- 2014 | Inget VM-rally                             | Inget VM-rally             | Inget VM-rally |
| 2008       | Sébastien Loeb Daniel Elena                | Citroën C4 WRC             |                |
| 2007       | Sébastien Loeb Daniel Elena                | Citroën C4 WRC             |                |
| 2006       | Sébastien Loeb Daniel Elena                | Citroën Xsara WRC          |                |
| 2005       | Sébastien Loeb Daniel Elena                | Citroën Xsara WRC          |                |
| 2004       | Markko Märtin Michael Park                 | Ford Focus WRC             |                |
| 2003       | Petter Solberg Phil Mills                  | Subaru Impreza WRC         |                |
| 2002       | Gilles Panizzi Hervé Panizzi               | Peugeot 206 WRC            |                |
| 2001       | Jesús Puras Marc Martí                     | Citroën Xsara WRC          |                |
| 2000       | Gilles Panizzi Hervé Panizzi               | Peugeot 206 WRC            |                |
| 1999       | Philippe Bugalski Jean-Paul Chiaroni       | Citroën Xsara Kit Car      |                |
| 1998       | Colin McRae Nicky Grist                    | Subaru Impreza WRC         |                |
| 1997       | Colin McRae Nicky Grist                    | Subaru Impreza WRC         |                |
| 1996       | Inget VM-rally                             | Inget VM-rally             | Inget VM-rally |
| 1995       | Didier Auriol Denis Giraudet               | Toyota Celica GT-Four      |                |
| 1994       | Didier Auriol Bernard Occelli              | Toyota Celica Turbo 4WD    |                |
| 1993       | François Delecour Daniel Grataloup         | Ford Escort RS Cosworth    |                |
| 1992       | Didier Auriol Bernard Occelli              | Lancia Delta HF Integrale  |                |
| 1991       | Carlos Sainz Luís Moya                     | Toyota Celica GT-Four      |                |
| 1990       | Didier Auriol Bernard Occelli              | Lancia Delta Integrale 16V |                |
| 1989       | Didier Auriol Bernard Occelli              | Lancia Delta Integrale     |                |
| 1988       | Didier Auriol Bernard Occelli              | Ford Sierra RS Cosworth    |                |
| 1987       | Bernard Béguin Jean-Jacques Lenne          | BMW M3                     |                |
| 1986       | Bruno Saby Jean-François Fauchille         | Peugeot 205 Turbo 16 E2    |                |
| 1985       | Jean Ragnotti Pierre Thimonier             | Renault 5 Maxi Turbo       |                |
| 1984       | Markku Alén Ilkka Kivimäki                 | Lancia Rally 037           |                |
| 1983       | Markku Alén Ilkka Kivimäki                 | Lancia Rally 037           |                |
| 1982       | Jean Ragnotti Jean-Marc Andrié             | Renault 5 Turbo            |                |
| 1981       | Bernard Darniche Alain Mahé                | Lancia Stratos HF          |                |
| 1980       | Jean-Luc Thérier Michel Vial               | Porsche 911 SC             |                |
| 1979       | Bernard Darniche Alain Mahé                | Lancia Stratos HF          |                |
| 1978       | Bernard Darniche Alain Mahé                | Fiat 131 Abarth            |                |
| 1977       | Bernard Darniche Alain Mahé                | Fiat 131 Abarth            |                |
| 1976       | Sandro Munari Silvio Maiga                 | Lancia Stratos HF          |                |
| 1975       | Bernard Darniche Alain Mahé                | Lancia Stratos HF          |                |
| 1974       | Jean-Claude Andruet Michèle Espinosi-Petit | Lancia Stratos HF          |                |
| 1973       | Jean-Pierre Nicolas Michel Vial            | Alpine A110 1800           |                |